# ダイトゥー県
ダイトゥー県（ダイトゥーけん、英語: Dai Tu District、ベトナム語：Huyện Đại Từ / 縣大慈?）は、ベトナム社会主義共和国タイグエン省の県である。

## 概要
山間部の地区であるダイトゥー県は、タイグエン省の中でも北西部に位置しており、タイグエン市からは25キロメートル離れている。北はディンホア県、南はフォーイエンとタイグエン、東はフールオン県、北西と南東はトゥエンクアン省とフート省に接している。ヌイコック湖は観光名所となっており、169の歴史的な遺産やその景観を有する愛国的な伝統で知られている。この地区は人民武装力量英雄の称号を2度授与されている。ダイトゥー県の中にあるハンソン地区のフォーディン（Pho Dinh）には、人民委員会の本部が置かれている。ダイトゥー県は、フランスの植民地に対する抵抗戦争のときの安全地帯とされていた。指導者のホー・チ・ミンの呼びかけに応えて、ダイトゥー県の人々が戦没者を熱心に支援し世話をしたことに因んで、ダイトゥー県は「paying debt of gratitude」運動が起こった地とされている。面積は568.55 km²、人口は160,598人（2009年）である。

## 行政区画
以下の2市鎮28社から構成される。
- フンサン市鎮（Hùng Sơn / 雄山）
- クアンチュー市鎮（Quân Chu / 君州）
- アンカイン社（An Khánh / 安慶）
- バンゴアイ社（Bản Ngoại / 版外）
- ビントゥアン社（Bình Thuận / 平順）
- カットネー社（Cát Nê / 葛泥）
- クヴァン社（Cù Vân / 衢雲）
- ドゥクルオン社（Đức Lương / 德良）
- ハトゥオン社（Hà Thượng / 河上）
- ホアンノン社（Hoàng Nông / 黃農）
- コイキー社（Khôi Kỳ / 瑰琦）
- キーフー社（Ký Phú / 既富）
- ラバン社（La Bằng / 羅平）
- ルックバ社（Lục Ba / 籙波）
- ミンティエン社（Minh Tiến / 明進）
- ミーイエン社（Mỹ Yên / 美安）
- ナーマオ社（Na Mao / 那茅）
- フークオン社（Phú Cường / 富強）
- フーラック社（Phú Lạc / 富樂）
- フーティン社（Phú Thịnh / 富盛）
- フースエン社（Phú Xuyên / 富川）
- フックルオン社（Phúc Lương / 福良）
- フックリン社（Phục Linh / 覆靈）
- クアンチュー社（Quân Chu / 君州）
- タンリン社（Tân Linh / 新靈）
- タンタイ社（Tân Thái / 新泰）
- ティエンホイ社（Tiên Hội / 仙會）
- ヴァントー社（Vạn Thọ / 萬壽）
- ヴァンイエン社（Văn Yên / 文安）
- イエンラン社（Yên Lãng / 安朗）